# Cosmoconus arcticus
Cosmoconus arcticus är en stekelart som först beskrevs av Charles Thomas Brues 1919.  Cosmoconus arcticus ingår i släktet Cosmoconus och familjen brokparasitsteklar. Utöver nominatformen finns också underarten C. a. rumis.